# Ngũ khí Chân quân
Xem thêm: Cửu Diệu tinh quân
Ngũ khí Chân quân là năm vị thần trong thần thoại Trung Hoa, trông coi về Ngũ hành.
Ngũ khí Chân quân cũng tương ứng với năm phương, bao gồm:
- Đông phương Cửu khí Tuế tinh Mộc đức chân quân: trông coi hành Mộc
- Nam phương Tam khí Huỳnh Hoặc Hỏa đức chân quân: trông coi hành Hỏa
- Tây phương Thất khí Thái bạch Kim đức chân quân: trông coi hành Kim
- Bắc phương Ngũ khí Thìn tinh Thủy đức chân quân: trông coi hành Thủy
- Trung ương Nhất khí Trấn tinh Thổ đức chân quân: trông coi hành Thổ

Năm vị Chân quân có thể chính là năm vị Tinh quân trông coi năm hành tinh trên bầu trời, cũng có thể khác, tùy theo truyền thuyết.